# Canal San Bovo
Canal San Bovo (Canal nei dialetti trentini) è un comune italiano di 1 484 abitanti della provincia autonoma di Trento, in Trentino-Alto Adige. È situato nella Valle del Vanoi, tra la Valle del Cismon, la Val di Fiemme e l'Altopiano del Tesino. Il territorio del comune fa parte del Parco Naturale Paneveggio - Pale di San Martino e della Comunità di Primiero.

## Origini del nome

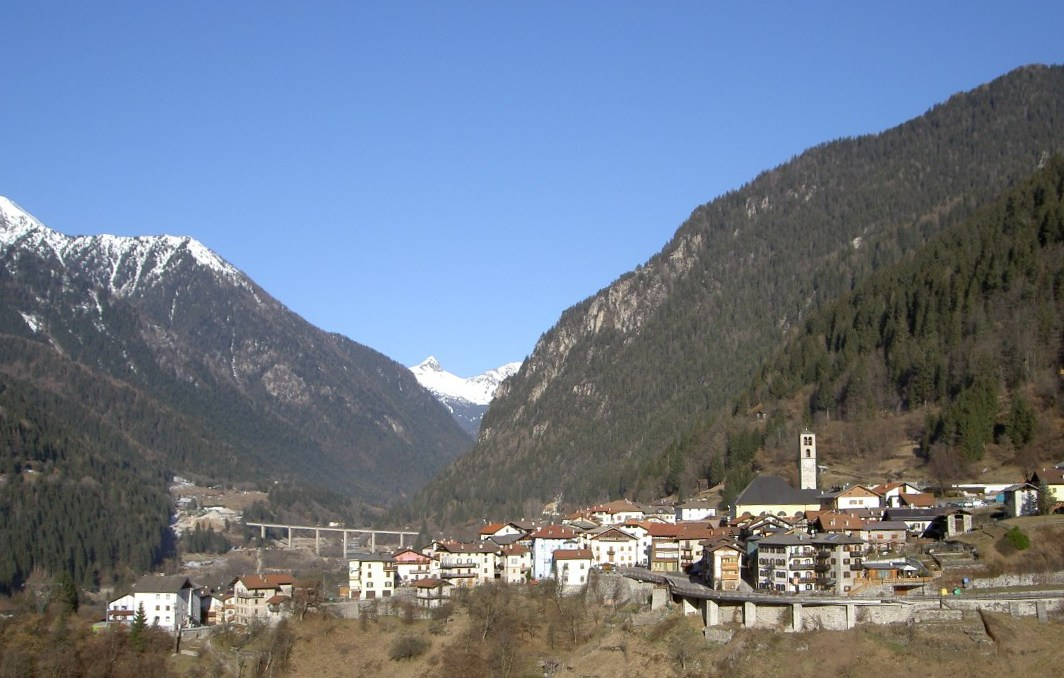
Tardo inverno a Canal San Bovo. Sullo sfondo il Monte Cauriol

L'origine del nome di Canal San Bovo è incerta e antica: le prime attestazioni del toponimo fanno riferimento a Canaliis Sambuci; Canal Sambugo; Canalis Sambuci. A partire, però, dal XVII secolo si consolidò la dizione Canal San Bovo.
Canal significa Valle e, dagli antichi documenti, si ipotizza che fosse riferita al sambuco. Quindi col significato di "valle del sambuco".
È pur vero, però, che fin dall'antichità S. Bovo è riconosciuto come copatrono del Comune. È rappresentato in statue lignee e tele già dalla fine del XVI sec. e tuttora presenti nella chiesa di San Bartolomeo. Anche se l'interpretazione secondo la quale Canal San Bovo significherebbe, in origine, "valle del sambuco" è ad oggi preponderante, non va completamente escluso, alla luce della storiografia e della iconografia locale consolidata, il ruolo storico del nome di San Bovo nella denominazione del territorio.

## Storia

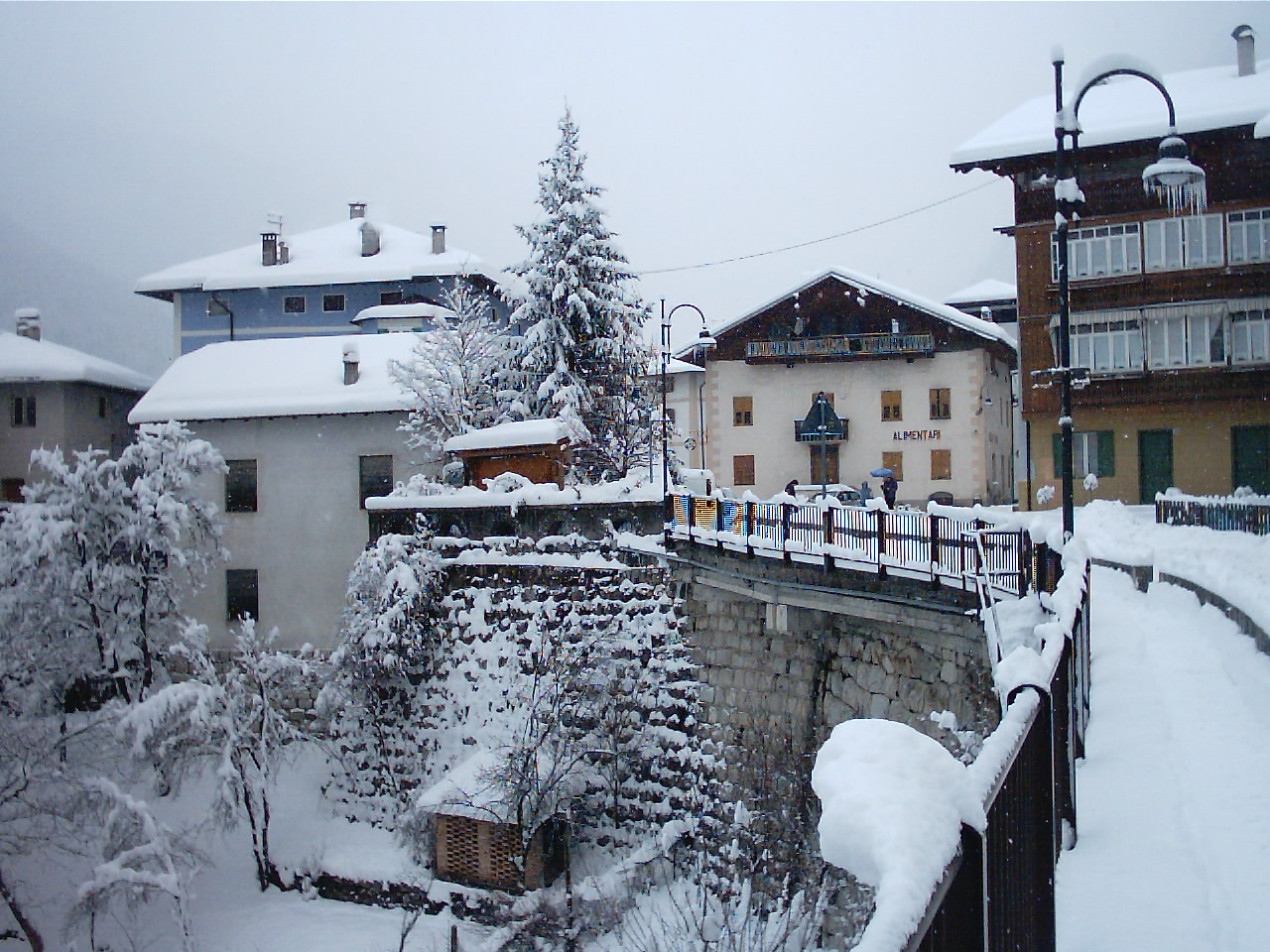
Canal San Bovo: Piazza Vittorio Emanuele III innevata

A Canal San Bovo, nei secoli, si sono mescolate popolazioni che parlavano idiomi romanzi, altre di lingua tedesca e altre ancora di lingua slava, con molta probabilità sloveni e cechi. Si può riscontrare tutt'oggi questa diversità di origini della popolazione di Canal San Bovo dai cognomi dei suoi abitanti.
È da sottolineare che popolazioni provenienti dal Tirolo e dal Vorarlberg nonché dalla Boemia raggiunsero la Valle del Vanoi in qualità di minatori (Bergknappen). Numerose sono le testimonianze delle diverse culture che si sono intrecciate nel Vanoi, una tra tutte un affresco tardo cinquecentesco a Caoria che ritrae sullo sfondo il Castello di Praga. Il Patrono di Caoria, inoltre, è San Giovanni Nepomuceno patrono anche della Boemia.
Dopo la metà del VI secolo, con la discesa dei Longobardi nella penisola, la Valle del Vanoi restò legata a Feltre per otto secoli.
Nel 1373 la valle entrò stabilmente nell'orbita politica del Tirolo e nel 1401 il duca d'Austria donò a Giorgio di Welsperg, della Val Pusteria, la giurisdizione della Valle. La dinastia dei conti Welsperg reggerà il territorio comunale per più di quattro secoli.
Sotto la dinastia Welsperg la Valle godette di una notevole crescita economica e demografica, dovuta anche allo sfruttamento dei numerosi giacimenti minerari presenti in zona.
Dopo una breve parentesi di 6 anni (1809-1815) in cui Canal San Bovo venne annesso al Regno italico napoleonico, e partecipò all'insurrezione anti-francese di Andreas Hofer con un corpo di volontari che si spinse verso Feltre, tornò nuovamente austriaco nel 1815 e quindi parte integrante della Contea del Tirolo. Il legame con la Casa d'Asburgo rimarrà saldo fino al termine della prima guerra mondiale, nel 1918.
L'intero territorio di Canal San Bovo è stato uno dei più tragici teatri della Grande Guerra, combattuta tra italiani e austriaci sulle cime della cantena del Lagorai.
Numerosissime sono state le alluvioni che hanno colpito la Valle del Vanoi, alcune delle quali, nell'800, davvero terribili. L'ultima che si segnala è quella del 1966, che ha cambiato notevolmente il volto della Valle. Molti abitanti sono emigrati e l'economia agricola è stata lentamente abbandonata.
Collegate alle alluvioni, anche le frane ebbero un ruolo significativo nella storia della valle. Sono da ricordare, particolarmente, quelle del Rio Rebrùt (affluente di destra del Vanoi tra Caoria e Canal San Bovo). Nel 1823 una di queste dette origine ad un piccolo lago che ebbe breve durata. Due anni dopo (1825) una frana più grande sbarrò il torrente Vanoi dando origine ad un lago di più grandi dimensioni, il Lago Nuovo. Una prima rottura del lago si ebbe nel 1826, che portò alla distruzione delle frazioni Ponte e Remesori con 52 vittime. Nel 1882, dopo numerose piene, cedette l'argine naturale del lago che, svuotandosi completamente, scomparve. Si può trovare una testimonianza del Lago su un affresco (in parte rovinato) presente su una vecchia casa, un tempo "Osteria al Lago", lungo la strada che da Canal San Bovo porta a Caoria (km 1.2 della S.P.56).

### Simboli
Stemma
Lo stemma di Canal San Bovo è stato riconosciuto con decreto del capo del governo del 2 ottobre 1929.
L'emblema civico è documentato dal 1785 con la scritta Sigillum Comunitatis Canalis Sancti Bovi, e vi figura una lontra, storico simbolo del Comprensorio della Valle di Primiero, tra due fronde di palma, che alludono a san Bovo. Prima del 1929 e per tutto l'800, lo stemma in uso raffigurava san Bovo.
Gonfalone
Il gonfalone è stato approvato con deliberazione della Giunta Provinciale di Trento n. 6148 del 31 maggio 1990
Il bilico sarà unito all'asta — ricoperta da una guaina di velluto rosso ornata da una serie di bullette d'argento disposte a spirale e recante sotto la lancia una cravatta tricolore — mediante un cordone a nappe, d'argento.»

## Monumenti e luoghi d'interesse

### Architetture religiose
- Chiesa di San Bartolomeo, parrocchiale di Canal San Bovo
- Chiesa della Natività di Maria, parrocchiale della frazione di Ronco
- Chiesa della Madonna di Caravaggio, parrocchiale della frazione di Prade

### Arte
Per quanto riguarda il patrimonio artistico, il comune di Canal San Bovo offre alcuni interessanti siti. La chiesa dei Santi Bartolomeo Apostolo e Bovo Confessore fu progetta dall'ingegnere friulano Leopoldo de Claricini e consacrata nel 1852 dopo la distruzione, nell'alluvione del 1829, della vecchia arcipretale che si trovava a valle dell'attuale abitato di Canal San Bovo. La chiesa è in stile barocco, conserva pregiate opere provenienti dalla vecchia chiesa quali l'organo del 1777, opera del famoso organaro Gaetano Callido rimaneggiato dal Lingiardi; il monumentale altare maggiore, del 1714, in legno dorato, ospita un decoroso tabernacolo in ferro dorato del 1595 racchiuso in quello di legno. L'altare è l'unico così fatto che esista in arcidiocesi di Trento. Le vetrate dietro l'altar maggiore raffigurano San Bartolomeo Apostolo e San Bovo e furono eseguite ad Innsbruck. Nel coro è appesa l'antica icona lignea del 1647 che rappresenta i due santi patroni.
Numerosi sono in Valle i dipinti murali raffiguranti immagini sacre. Tra i più interessanti c'è quello della Crocifissione con offerente a Caoria. È datato 1585 e rappresenta la Crocifissione, con la Madonna e san Giovanni Minore. Sullo sfondo c'è una città-castello, con la scritta Praga. Altri interessanti dipinti murali a soggetto sacro si trovano a Prade e Zortea, a Canal San Bovo e a Ronco. Tutti databili dal 1600 a fine ottocento.

### Malghe e masi
Malghe e masi in legno con i caratteristici tetti in "scàndole" (piccoli pezzi di larice) costituiscono un grandissimo patrimonio dell'architettura alpina. Molti masi sono costruiti con la tecnica del block-bau: le pareti esterne di masi e fienili vengono costruite con tronchi incastrati l'uno con l'altro e, spesso, non vengono utilizzati né chiodi né altri sistemi di fissaggio.

### Aree naturali

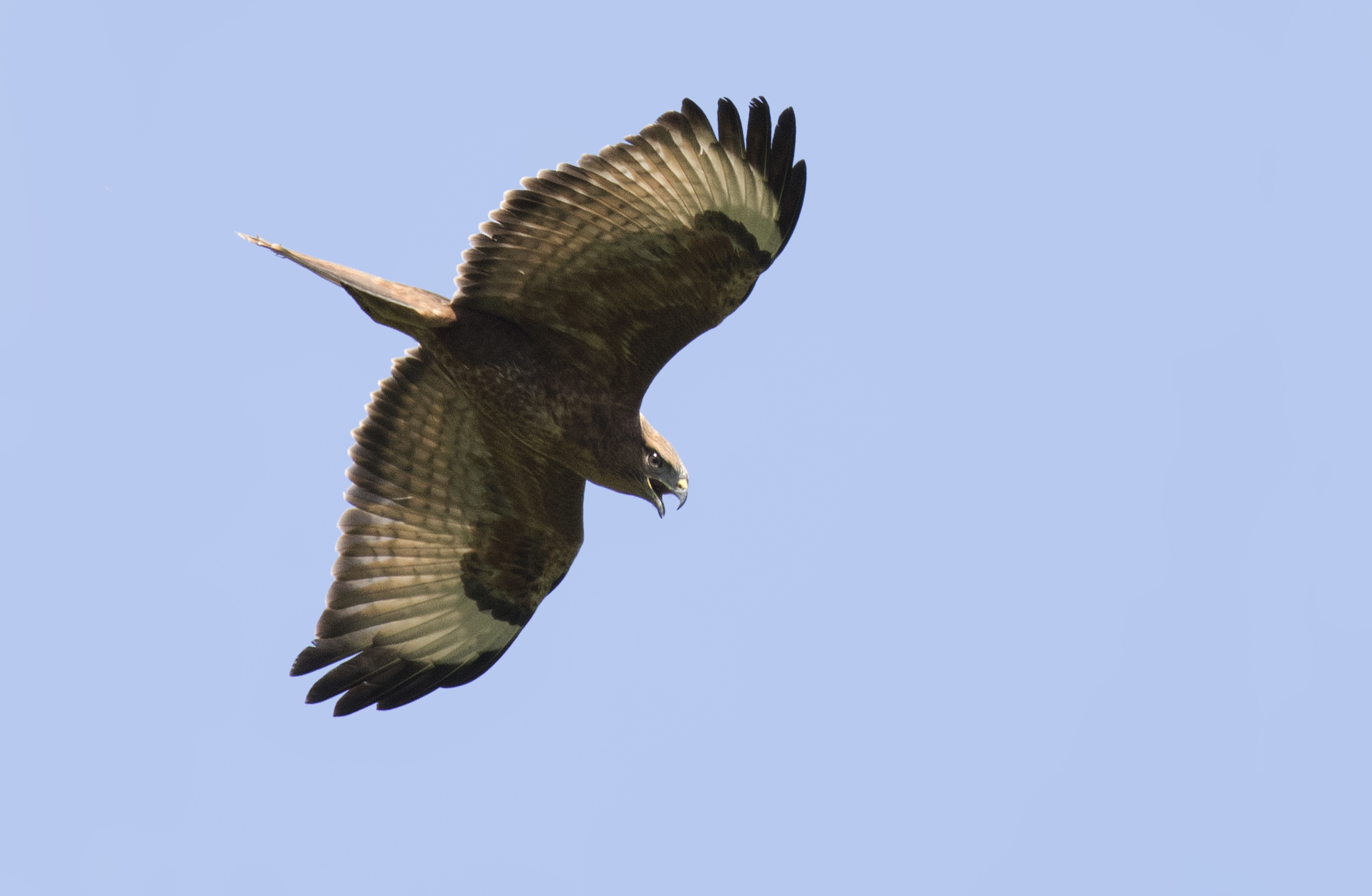
La poiana (Buteo buteo) è il rapace più facile da avvistare mentre sorveglia dall'alto le valli in cerca di roditori.

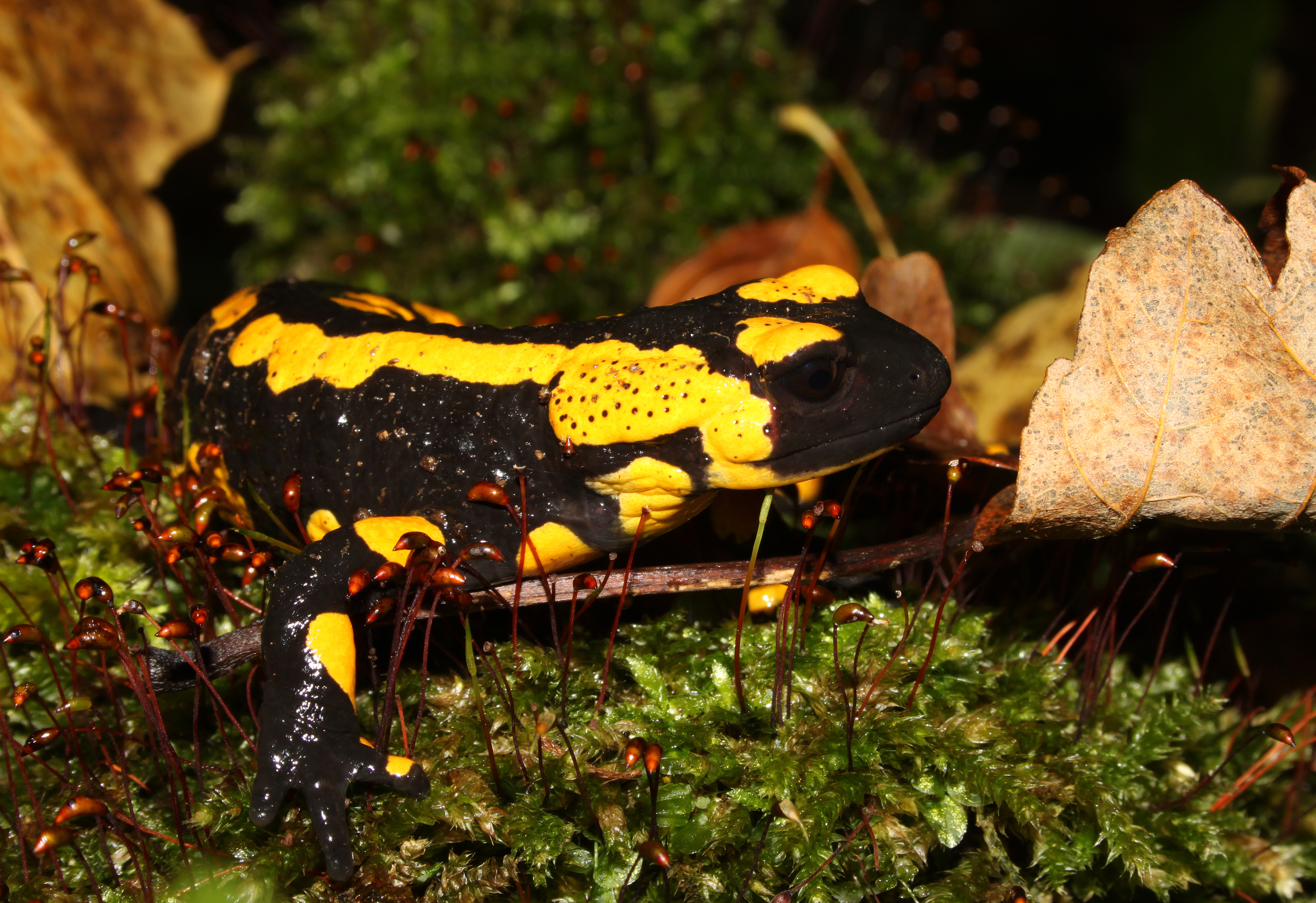
La salamandra pezzata (Salamandra salamandra) si muove nel muschio dei boschi dopo forti piogge.

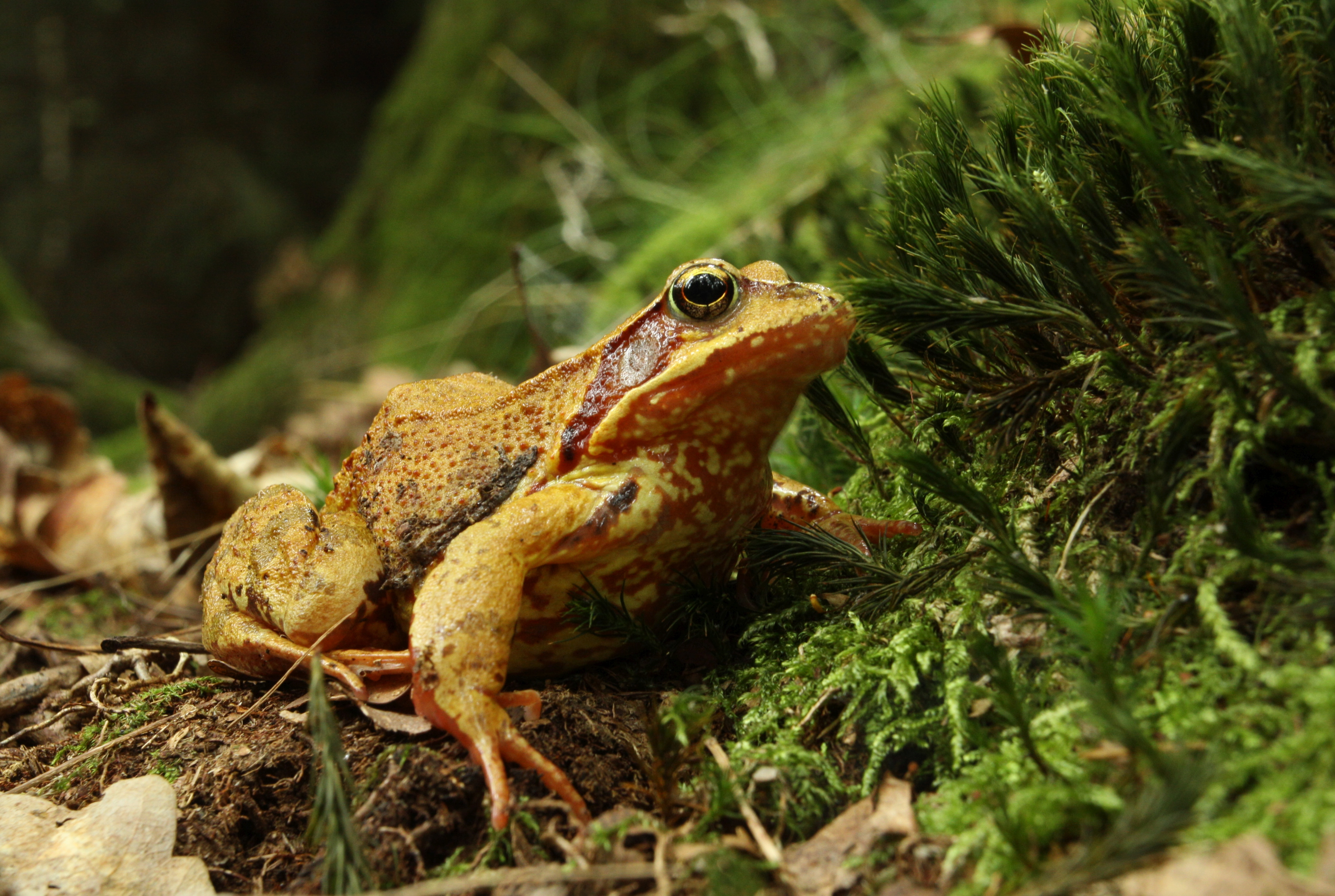
La rana montana (Rana temporaria), o rana alpina, è tra gli anfibi più comuni dei boschi di conifere.

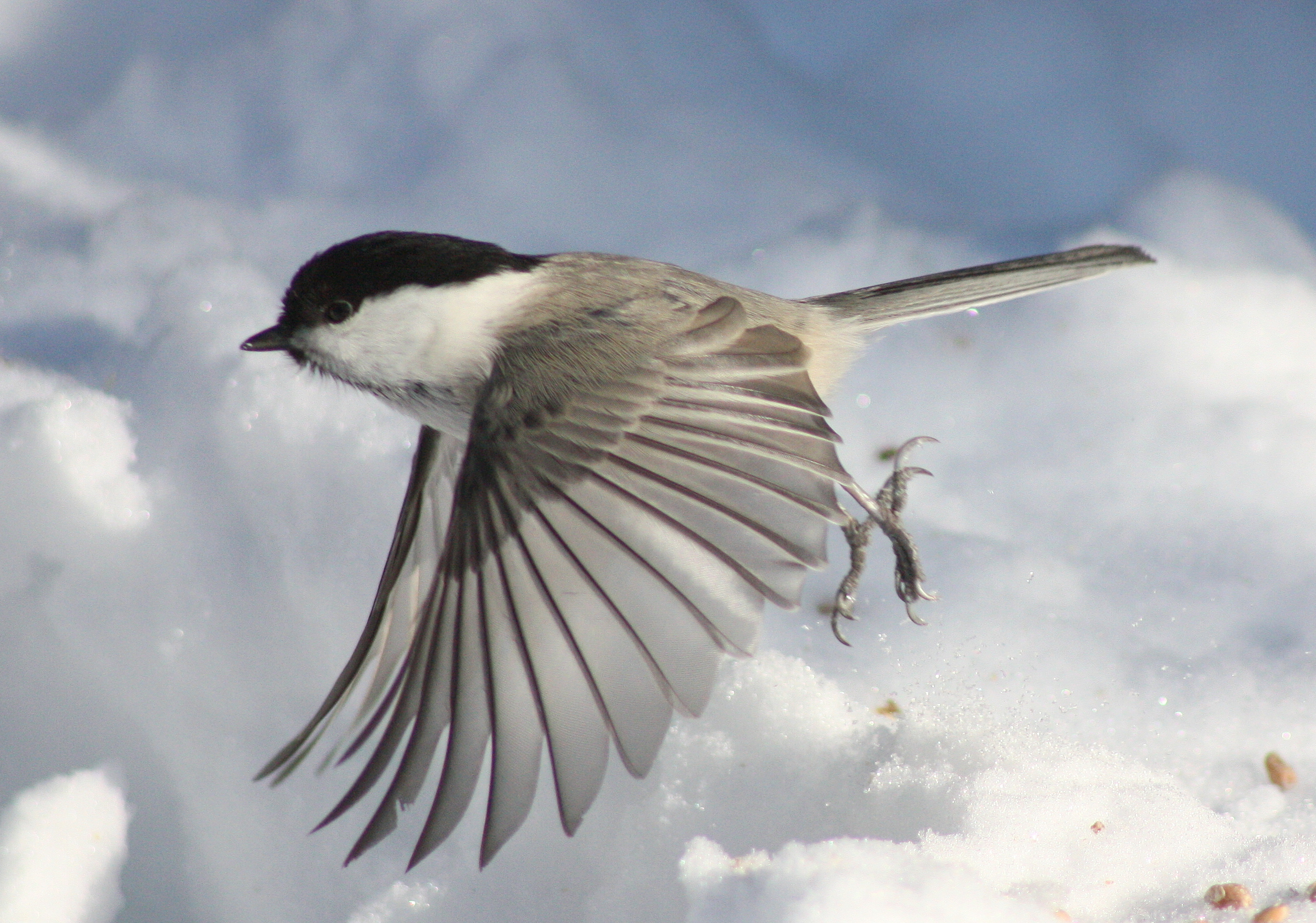
L'agile cincia bigia alpestre (Poecile palustris) vola agilmente tra i rami del bosco ed è comune anche d'inverno.

L'esteso territorio comunale si trova compreso tra le quote di 457 e 2754 m s.l.m., ed è caratterizzato da grandi foreste di abeti, larici e faggi, nonché da prati sfalciati e pascoli d'alta quota. In quota sono presenti i fiori caratteristici del paesaggio alpino: stella alpina, rododendro e genziana su tutti.
Nella Valle del Vanoi sono presenti diverse specie animali, in particolare cervi, marmotte, caprioli, camosci, lepri e volpi. Tra i rapaci si segnalano la poiana, l'astore, l'aquila reale e il gipeto.Più raro è il gufo reale. Tra i mustelidi nella Valle del Vanoi sono presenti la faina, la martora, l'ermellino e il tasso. La lontra, ora estinta, era presente nel torrente Vanoi fino al secolo scorso.
Ben rappresentati tra i volatili sono anche i tetraonidi alpini: gallo cedrone, fagiano di monte, pernice bianca e francolino di monte.
Presenti nel territorio anche il picchio nero, il picchio cenerino e la coturnice. Molti sono i volatili presenti in zona ed appartenenti alla famiglia dei corvidi: ghiandaia, nocciolaia e corvo imperiale sono tra le specie più belle che si possono vedere. Di recente apparizione, lungo le sponde del torrente Vanoi, l'airone cenerino.
Il patrimonio boschivo di Canal San Bovo è particolarmente rilevante e il comune risulta essere il maggiore produttore di legname del Trentino. Prima della Guerra del 1914-1918 i tronchi del Vanoi erano trasportati a Venezia attraverso i torrenti Vanoi e Cismon e il fiume Brenta (sistema della fluitazione).
L'antica attività contadina e pastorale prevedeva nel periodo estivo l'alpeggio del bestiame nelle numerose malghe e masi che ancora oggi completano il paesaggio alpino di Canal San Bovo. Un particolare e interessante esempio di architettura alpina si può riscontrare nel nucleo dei Masi di Tognola, poco sopra l'abitato di Caoria.
Un piacevole Sentiero etnografico e l'Ecomuseo del Vanoi illustrano, oggi, le antiche attività che un tempo venivano svolte in Valle.
Il patrimonio naturale del Comune di Canal San Bovo costituisce una forte attrazione per pescatori, amanti delle passeggiate in montagna, del mountain bike, equitazione, kayak, parapendio.

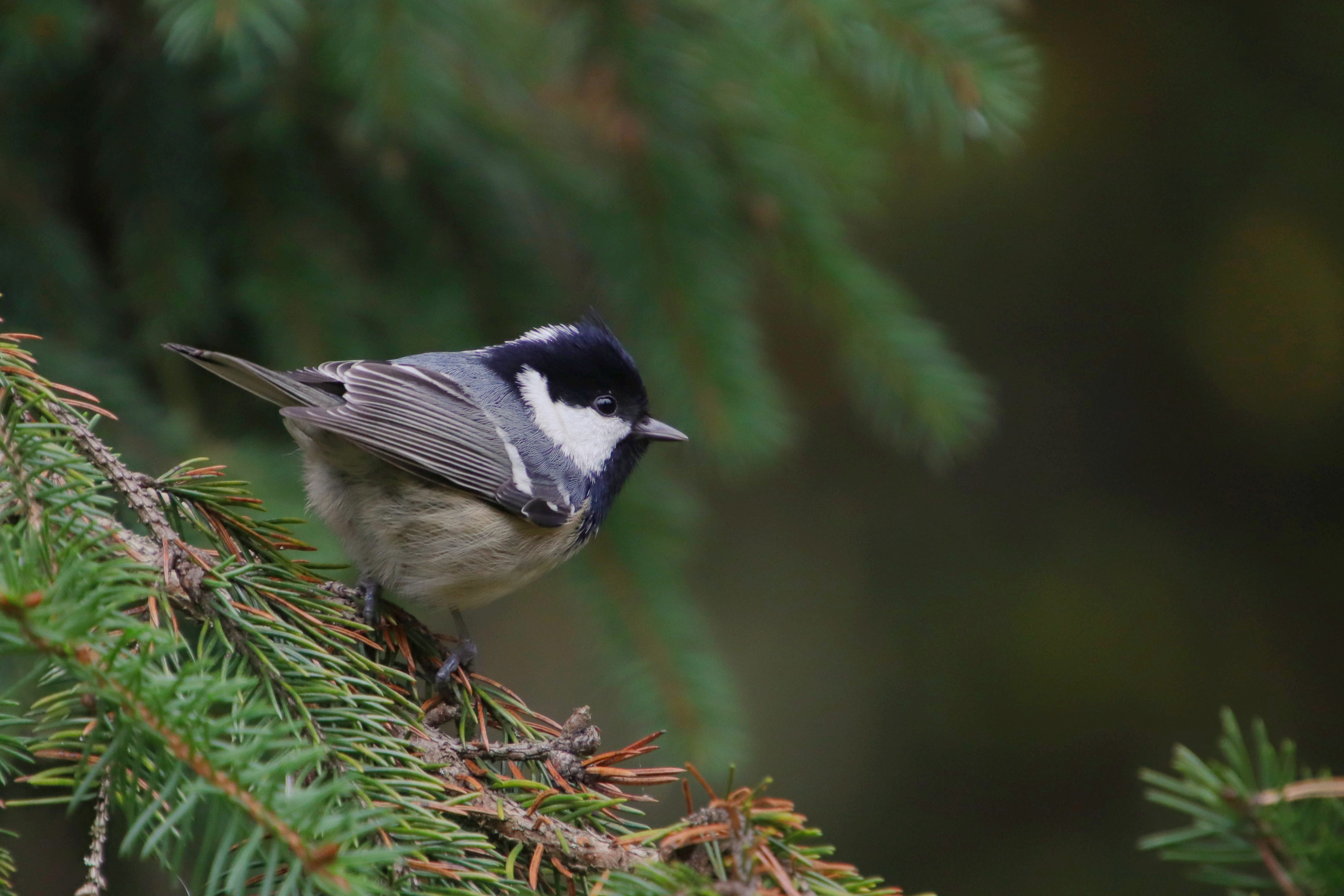
La cincia mora (Periparus ater) è una cincia molto comune e vocifera dei boschi montani di conifere.

## Società

### Evoluzione demografica
Abitanti censiti

## Geografia antropica

### Il capoluogo
Canal San Bovo si trova a 758 m s.l.m. ed è il paese più basso di tutta la vallata. Vi si trovano il municipio, la chiesa dedicata a San Bartolomeo Apostolo e a San Bovo nonché tutti i principali servizi alla persona.

### Frazioni
Il comune è caratterizzato dalla presenza di numerosi paesi e gruppi abitati, nettamente distinti dal capoluogo comunale.

#### Caoria
Caoria (180 ab.), è la frazione maggiore, situata a 817 m s.l.m. È un tipico villaggio alpino, situato ai piedi del Monte Cauriol. Un tempo importante centro agricolo e della lavorazione del legname Caoria ospita il Museo della Grande Guerra sul Lagorai 1914-1918 che conserva cimeli della guerra combattuta sulle montagne del Lagorai e il cimitero militare del 1916. La sua chiesa è dedicata a San Giovanni Nepomuceno. Dall'abitato proseguendo verso Nord si raggiunge il rifugio alpino Refavaie (1116 m), base di partenza per numerose escursioni sulle vette del Lagorai.

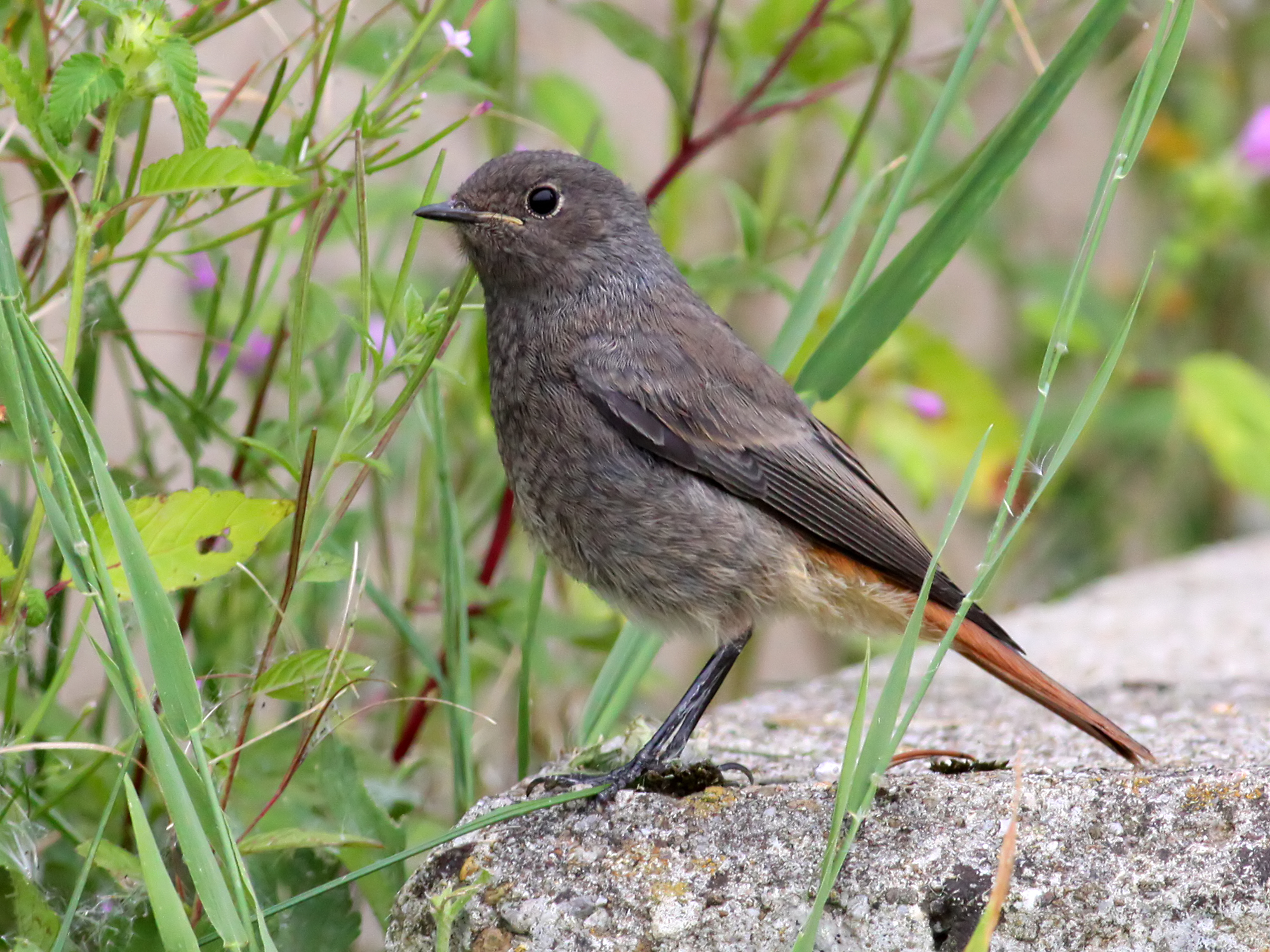
Il codirosso spazzacamino (Phoenicurus ochruros) è un abitante puro delle zone rocciose di alta montagna e dei paesi di fondo valle.

#### Prade, Cicona e Zortea

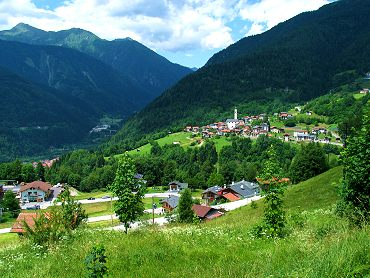
L'abitato di Prade, frazione di Canal San Bovo

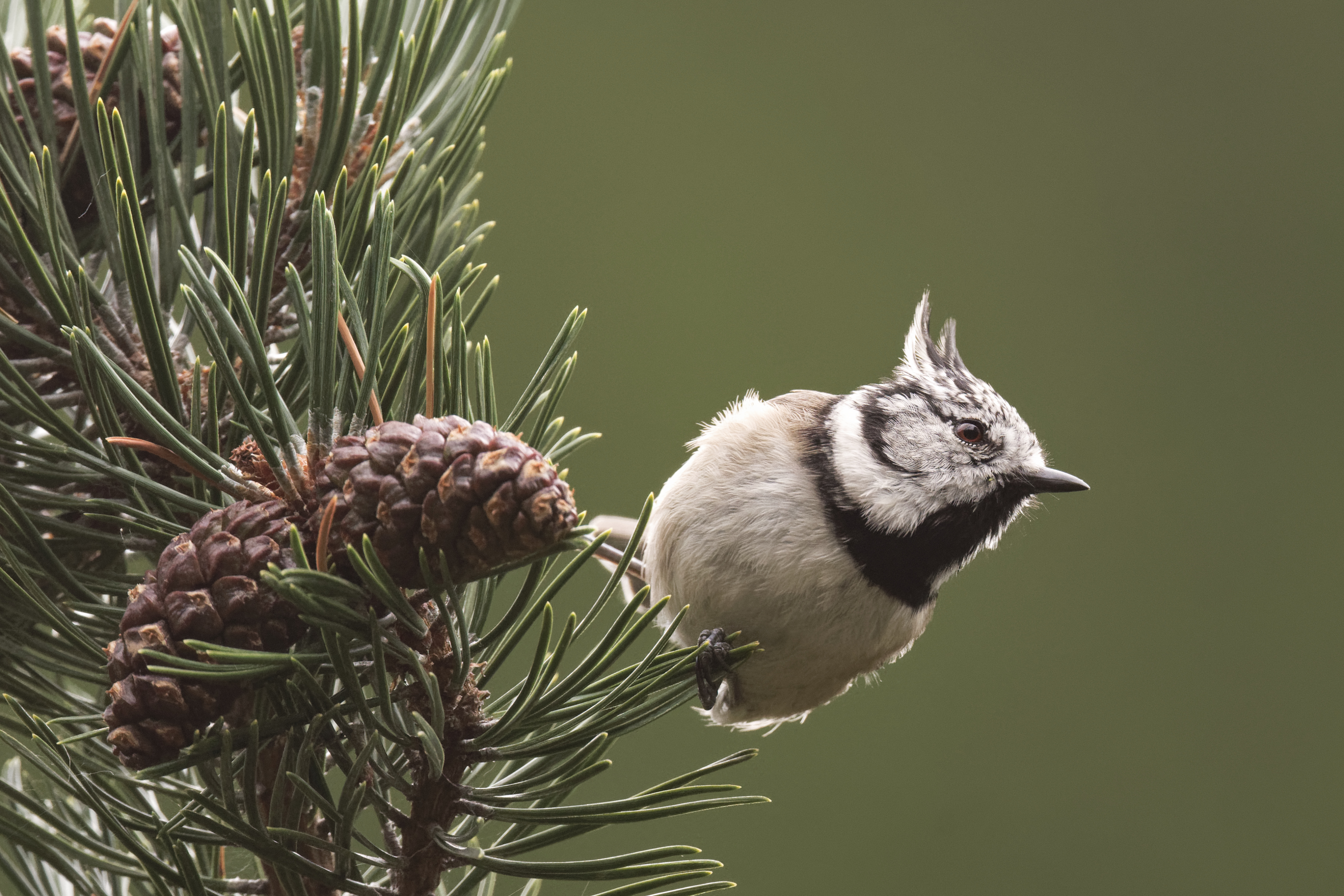
La cincia dal ciuffo (Lophophanes cristatus) vola tra i rami alti di conifere. Tra le cince è la più schiva.

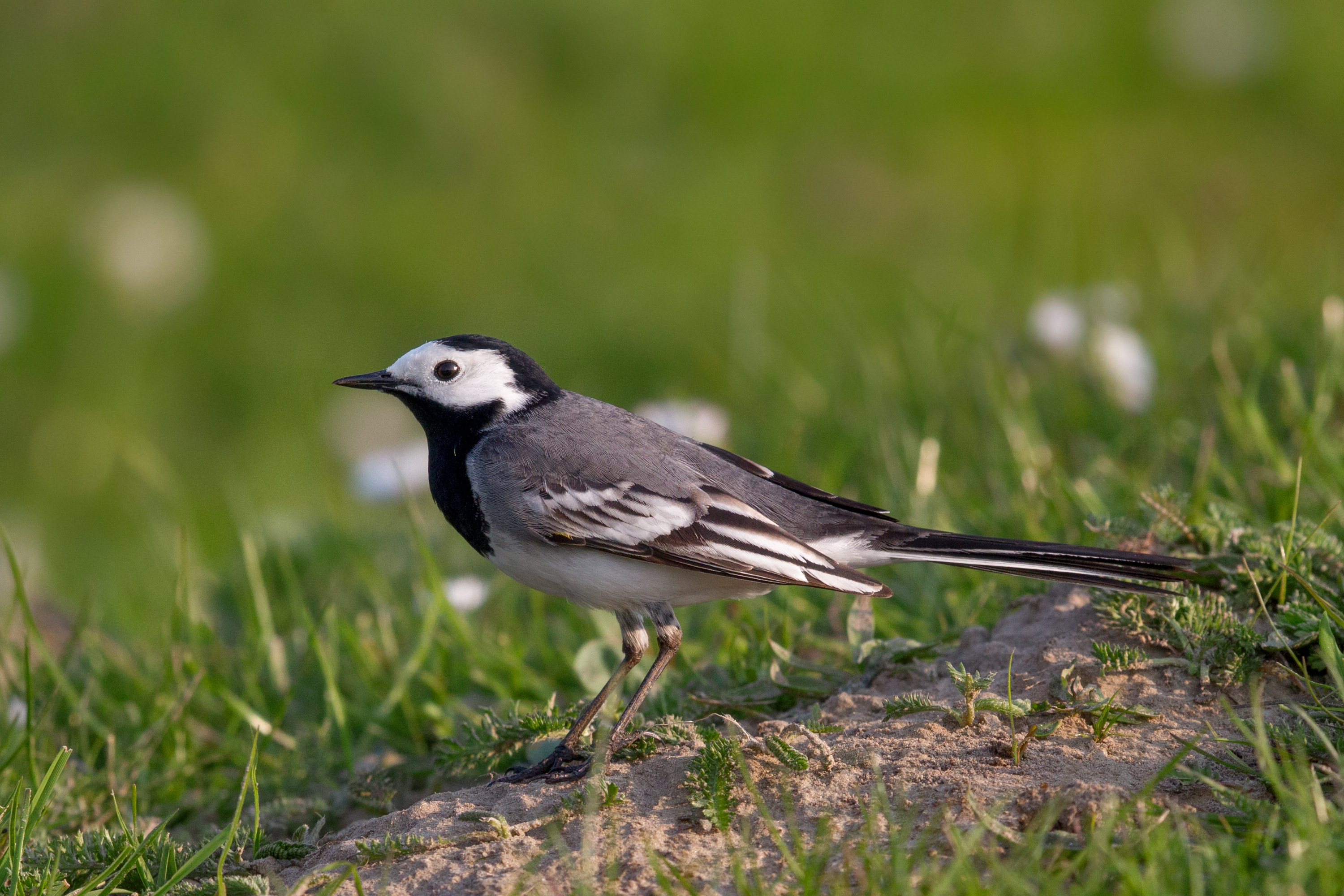
La ballerina bianca (Motacilla alba) è legata a torrenti e corsi d'acqua ma è anche molto comune nei giardini.

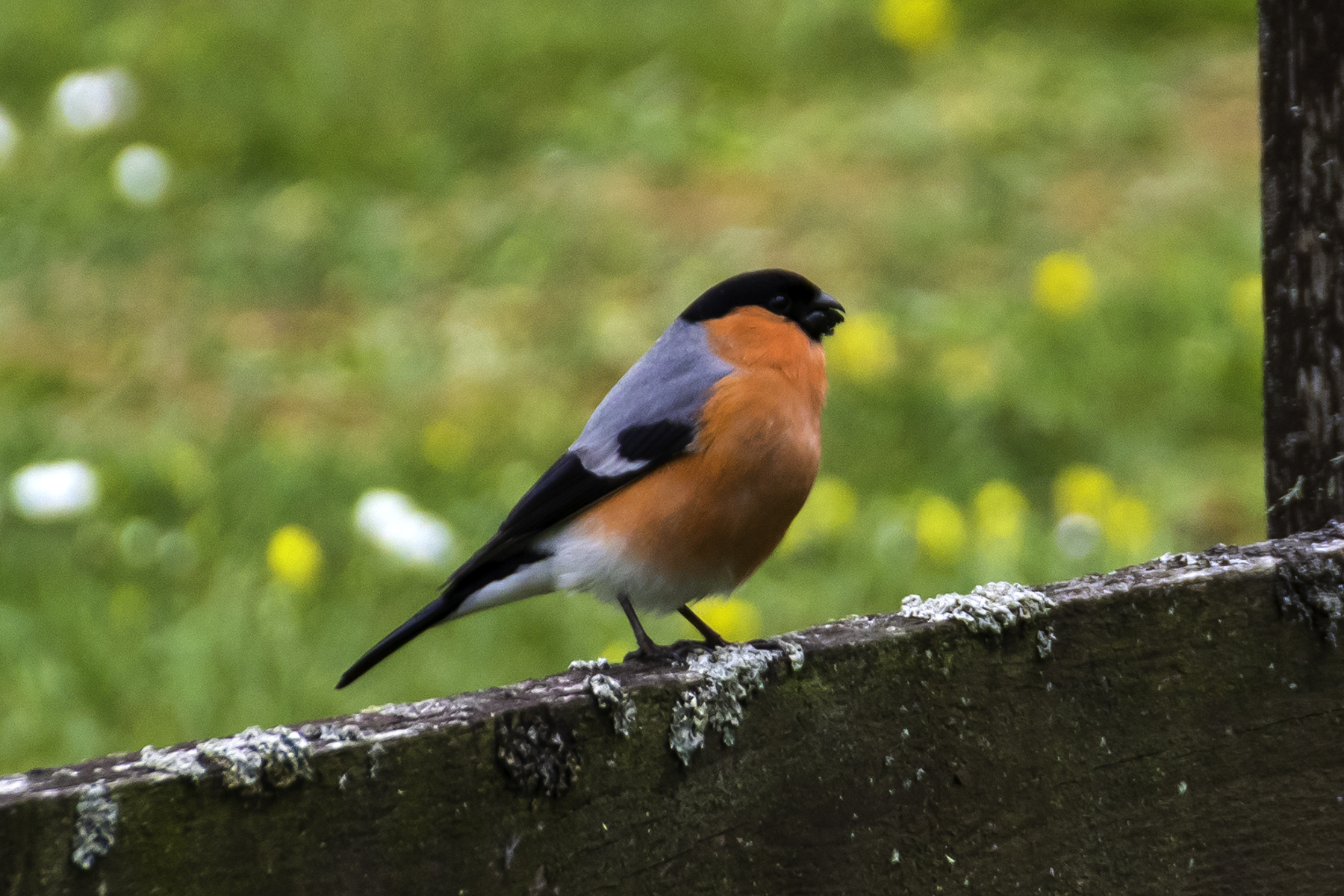
Il ciuffolotto (Pyrrhula pyrrhula) è un tipico fringillide di montagna.

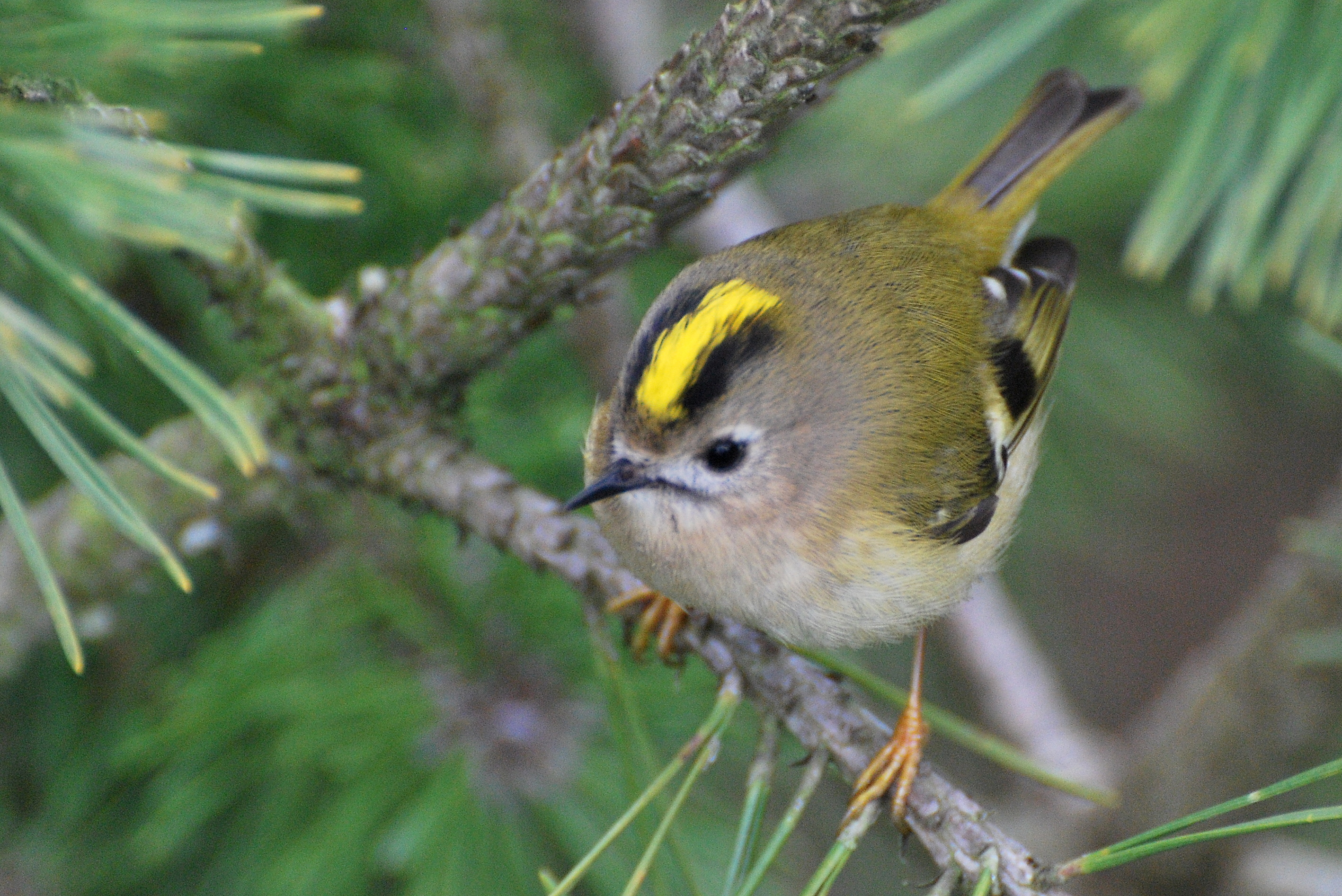
Il minuto regolo (Regulus regulus), tra i più piccoli uccelli europei, è un comune abitante dei boschi di montagna.

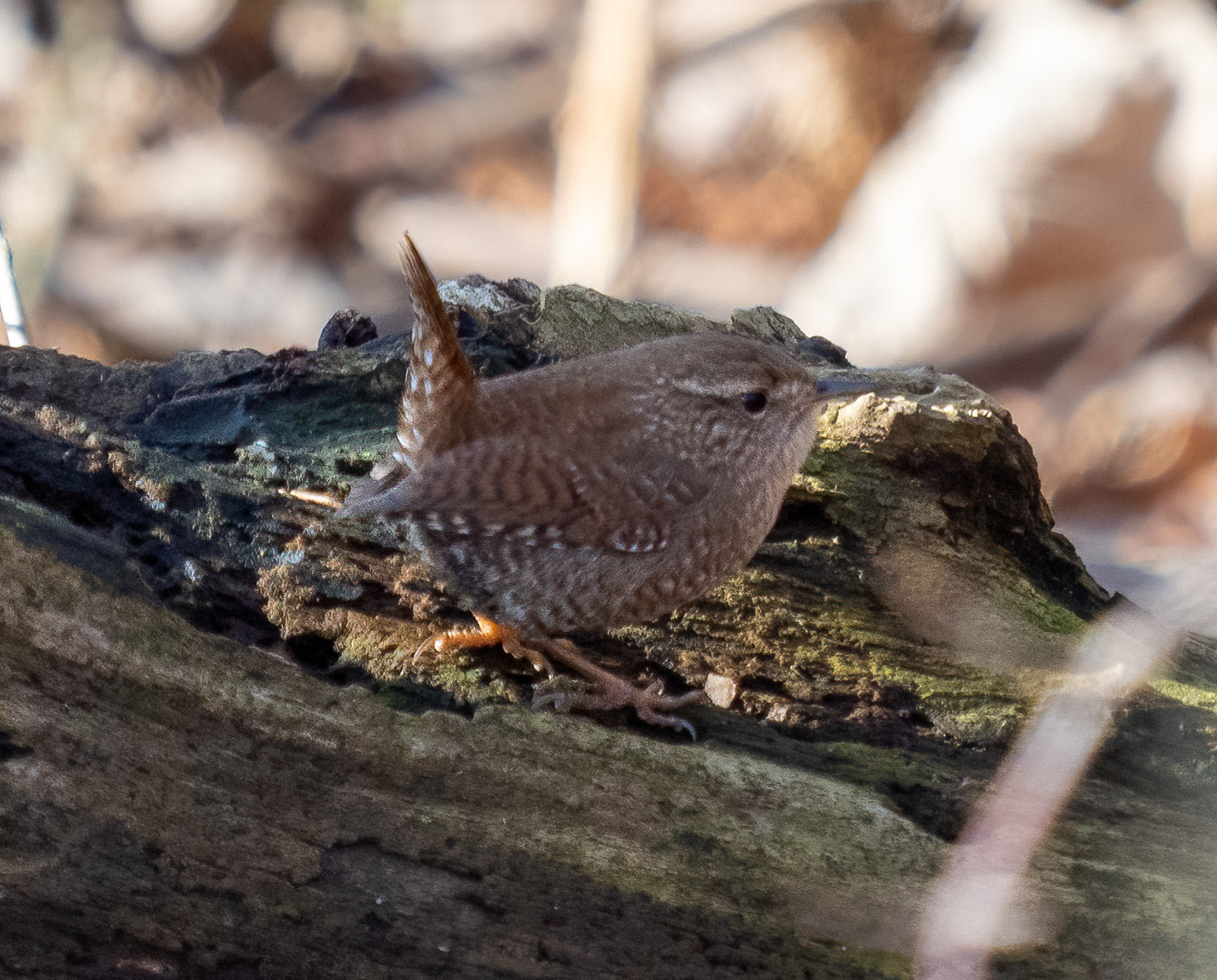
Lo scricciolo (Troglodytes troglodytes) abita i boschi, le siepi e i cespugli.

A monte di Canal San Bovo si trovano le frazioni di Prade (171 ab.), Cicona (85 ab.) e Zortea (162 ab.), lungo la strada che conduce al lago di Calaita. Prade si trova a 899 m s.l.m. Ogni dieci anni nel centro del paese viene rappresentato il dramma storico-religioso "Godimondo e Fortunato", rappresentazione che affonda le sue origini nel teatro gesuitico del 1700. Cicona si trova ad una quota di 989 m s.l.m. tra Prade e Zortea. Quest'ultima è collocata a 1028 m s.l.m. La chiesa di Prade è dedicata alla Nostra Signora di Caravaggio. Quella di Zortea, di recente costruzione, al Sacro Cuore di Gesù.

#### Gobbera
L'abitato di Passo Gobbera (988 m s.l.m., 50 ab.) si sviluppa sul valico che permette un collegamento panoramico con Primiero, alternativo a quello offerto dalla galleria del monte Totoga, che unisce direttamente Canal San Bovo a Imer. La piccola chiesa seicentesca è dedicata a San Gottardo.
Da Passo Gobbera, inoltre, parte un sentiero per raggiungere l'antica chiesetta di San Silvestro.

#### Ronco
Lungo la strada del Passo Brocon (S.P.79), conclusa nel 1908, che conduce a Castello Tesino, si estendono invece i diversi nuclei abitati (colmèi) che formano la frazione di Ronco. Nella frazione si trova la chiesa della Natività di Maria.

## Amministrazione
| Periodo | Periodo   | Primo cittadino    | Partito                     | Carica                    | Note                             |
| ------- | --------- | ------------------ | --------------------------- | ------------------------- | -------------------------------- |
| 1945    | 1946      | Giovanni Orsingher |                             | Sindaco                   |                                  |
| 1946    | 1951      | Rodolfo Rattin     |                             | Sindaco                   |                                  |
| 1951    | 1956      | Matteo Rattin      |                             | Sindaco                   |                                  |
| 1956    | 1960      | Giovanni Orsingher |                             | Sindaco                   |                                  |
| 1960    | 1960      | Ernesto Rattin     |                             | Vicesindaco               |                                  |
| 1960    | 1964      | Augusto Sperandio  |                             | Sindaco                   |                                  |
| 1964    | 1969      | Giovanni Nicolao   |                             | Sindaco                   |                                  |
| 1969    | 1974      | Leonardo Taufer    |                             | Sindaco                   |                                  |
| 1974    | 1975      | Cesarino Stefanon  |                             | Sindaco                   |                                  |
| 1976    | 1977      | Diego Orsingher    |                             | Sindaco                   |                                  |
| 1977    | 1985      | Angelo Orsingher   | Lista civica                | Sindaco                   |                                  |
| 1985    | 1990      | Fabio Corona       | Democrazia Cristiana        | Sindaco                   |                                  |
| 1990    | 1995      | Luigi Zortea       | Partito Socialista Italiano | Sindaco                   |                                  |
| 1995    | 2000      | Luigi Zortea       | Lista Civica                | Sindaco                   |                                  |
| 2000    | 2003      | Fulvio Micheli     | Lista civica                | Sindaco                   |                                  |
| 2003    | 2004      | Giuseppe Toller    |                             | Commissario straordinario |                                  |
| 2004    | 2009      | Luigi Zortea       | Lista civica                | Sindaco                   | Deceduto nel volo Air France 447 |
| 2009    | 2010      | Renato Loss        |                             | Vicesindaco               |                                  |
| 2010    | 2015      | Mariuccia Cemin    | Lista civica                | Sindaco                   |                                  |
| 2015    | 2020      | Albert Rattin      | Lista civica                | Sindaco                   |                                  |
| 2020    | in carica | Bortolo Rattin     | Lista civica                | Sindaco                   |                                  |

### Gemellaggi
- Civitella Alfedena
- Zortéa